# 日本化学エネルギー産業労働組合連合会
日本化学エネルギー産業労働組合連合会（にほんかがくエネルギーさんぎょうろうどうくみあいれんごうかい）は、日本の産業別労働組合である。英語の名称である「Japanese Federation of Energy and Chemistry Workers' Unions（JEC）」の頭文字をとって、略称はJEC連合（ジェックれんごう）である。日本労働組合総連合会（連合）、インダストリオール日本化学エネルギー労協（ICEM-JAF）に加盟している。

## 概要
化学エネルギーに関連する労働組合を中心に結成されている。

## 沿革
化学リーグ21（8万1千人）、全国石油産業労働組合連合会（石油労連、1万8900人）、全化学産業労働組合連合（新化学、8千人）、全国セメント労働組合連合会（全国セメント、6300人）が統合し、2002年10月10日結成された。
化学総連とはJEC連合結成時、組織を解散しないまま連携加盟するとしたが、2016年に連携を解消し連合も脱退した。
前身の「化学リーグ21」（1998年結成）のさらに前身は「合成化学産業労働組合連合」（合化労連、1950年に全国硫安工業労働組合連盟会 (硫労連) および全国過燐酸労働組合連合会 (全過連) が中心になり結成）で、同から全民労連（連合）加盟を巡り除名されていた「全国化学労組協議会」（全国化学、1987年結成、約2万7000人）が統合したものである。

## 業種別部会
大きく6つの業種別部会で構成されている。

### 医薬化粧品部会
医薬品・化粧品業界を取り巻く環境変化・構造変化を捉えた取り組みが進められている。

## 地方連絡会
38の地域に地方連絡会が設置されている。

## JEC連合福祉共済組合
組合員の福利厚生を目的にした任意加入を基本とする共済事業の団体である。
JEC連合に加盟する組合およびその組合員が、各種共済種目の加入を通じて組合員の疾病、負傷、死亡などのときに給付を行う相互扶助、そして自助努力のための活動を行っております。

## 加盟組合

### 石油部会
```
ENEOS労働組合
コスモ石油労働組合
国際石油開発帝石労働組合
石油開発労働組合
出光昭和シェル石油労働組合
全カメイ労働組合
昭和四日市石油労働組合
太陽石油労働組合
東亜石油労働組合
日本精蝋労働組合
りゅうせきＮＷ労働組合
和歌山石油精製労働組合
日本石油輸送労働組合
昭石化工労働組合
富士興産労働組合
ユニオン石油工業労働組合
マルヰ産業労働組合
日本ルーブリゾール労働組合
キグナス石油労働組合
南西石油労働組合
エッカ労働組合
ENEOS知多サポート労働組合
沖縄ターミナル労働組合

```

### 化学部会
```
ＡＤＥＫＡ労働組合
ＡＧＣテクノグラス労働組合
MGCアドバンスケミカル労働組合
Ｐ＆Ｇ明石労働組合
Ｐ＆Ｇ高崎労働組合
石原産業労働組合
イビデン労働組合
内山工業労働組合
宇部マテリアルズ労働組合
エムジーシー・エンジニアリング労働組合
大内新興化学原町工場労働組合
大内新興化学須賀川労働組合
小野田化学労働組合
オルガノ労働組合
霞共同事業労働組合
片倉コープアグリ塩釜労働組合
片倉コープアグリ大越労働組合
関東電化労働組合
協和化学労働組合
クレハ労働組合
クレハエクステック労働組合
クレハ合繊労働組合
興人新労働組合
神島化学労働組合
コープケミカル労働組合
堺化学労働組合
山陽色素労働組合
新酸素化学労働組合
住友精化労働組合
スリーエム　ジャパン労働組合
セントラル硝子労働組合
綜研化学労働組合
大陽日酸労働組合
田岡化学労働組合
多木化学労働組合
チタン工業労働組合
テイカ労働組合
東亞合成労働組合
東海カーボン労働組合
東ソー労働組合
東ソー・クォーツ労働組合
東ソー･シリカ労働組合
東ソーＳＭＵ労働組合
東ソー日向労働組合
東邦アセチレン労働組合
東北鉄興社労働組合
東北東ソー化学労働組合
トクヤマ労働組合
戸田工業労働組合
ナイカイ塩業労働組合
南海化学労働組合
日油労働組合
日油技研工業労働組合
日揮触媒化成労働組合
日産化学労働組合
日硝サービス労働組合
日硝ファイバー労働組合
日東エフシー労働組合
日本カーバイド労働組合
日本カーボン労働組合
日本カーリット労働組合
日本化学工業労働組合
日本合成アルコール労働組合
日本合成化学労働組合
日本触媒労働組合
日本食品化工労働組合
日本曹達労働組合
日本山村硝子労働組合
日向運輸労働組合
富士フイルム労働組合
北海道曹達労働組合
北興化学労働組合
保土谷化学労働組合
本州化学労働組合
三井ケマーズフロロプロダクツ労働組合
三菱ガス化学労働組合
三菱ケミカル労働組合
南九州化学工業労働組合
ミヨシ油脂労働組合
明和化成労働組合
油化産業労働組合
ラサ工業労働組合
燐化学工業労働組合

```

### セメント部会
```
太平洋セメント労働組合
日立セメント労働組合
明星セメント労働組合
敦賀セメント労働組合
デイ・シイ労働組合
琉球セメント労働組合
麻生セメント労働組合
敦賀セメント運輸労働組合
古手川産業新労働組合
大分海運労働組合
大分太平洋鉱業労働組合
上磯興業労働組合
北斗鉱業労働組合
日本ピーエス労働組合
オリエンタル白石労働組合
日本ヒューム労働組合
日本高圧コンクリート労働組合
ホクコン労働組合
羽田コンクリート労働組合
ジャパンパイル製造労働組合
栗本コンクリート工業労働組合
北海道コンクリート工業労働組合
西日本パイル労働組合
ＮＣ九州パイル労働組合
旭コンクリート工業労働組合
ゼニス羽田労働組合

```

### 医薬化粧品部会
```
あすか製薬労働組合
ＭＳＤ労働組合
小野薬品労働組合
科研製薬労働組合
協和発酵キリングループ労働組合
協和ファーマケミカル労働組合
グラクソ・スミスクライン労働組合
コーセー総合労働組合
金剛化学労働組合
沢井製薬労働組合
シーメンスＤＸ労働組合
十全化学労働組合
松風労働組合
新ニチバン労働組合
ゼリア労働組合
大和薬品工業労働組合
田辺三菱製薬労働組合
富士フイルム富山化学労働組合
鳥居薬品労働組合
日医工労働組合
日本化薬労働組合
日本新薬労働組合
日本ロレアル労働組合
ブリストル・マイヤーズ スクイブ労働組合
三笠製薬労働組合
持田製薬労働組合

```

### 塗料部会
```
全日本塗料労働組合連合会
関西ペイント労働組合
日本ペイント労働組合
大日本塗料労働組合
中国塗料労働組合
川上塗料労働組合
神東塗料労働組合
カンペ赤穂労働組合
大橋化学工業労働組合
久保孝ペイント労働組合
水谷ペイント労働組合
大同塗料労働組合
イサム塗料労働組合
大信ペイント労働組合
カナヱ塗料労働組合
ミクニペイント労働組合
神戸ペイント労働組合
ユニオンペイント労働組合
カシュー労働組合
日本ペイント防食コーティングス労働組合
荒川塗料工業労働組合
トウペ労働組合
ＢＡＳＦコーティングスジャパン労働組合
ＢＮＣカラーテクノ労働組合

```

### 中小・一般部会
```
イシザキ労働組合
永和化成工業労働組合
エス・イー・イー物流労働組合
エビス労働組合
大阪環境技術センター労働組合
関東電工労働組合
極東ゴム労働組合
呉竹労働組合
三恵クレア労働組合
ジプテック労働組合
関ヶ原石材労働組合
大星ビル管理労働組合
大星ビル施設管理労働組合
多田プラスチック労働組合
東邦運輸労働組合
徳山海陸労働組合
徳山上組労働組合
日本アエロジル労働組合
日本特殊塗料労働組合
日本ポリエステル労働組合
日本油料検定労働組合
フォルボ・ジークリング・ジャパン労働組合
富士工運労働組合
富士チタン労働組合
マツイカガク労働組合
ユタカユニオン労働組合
コスモテクノ四日市労働組合
化学一般茨城労働組合
化学一般神奈川労働組合
化学一般群馬労働組合
化学一般埼玉労働組合
化学一般千葉労働組合
化学一般東京労働組合
化学一般栃木労働組合
関東化学一般労働組合
化学一般三重県本部労働組合

```